# Louis-Hippolyte Lebas

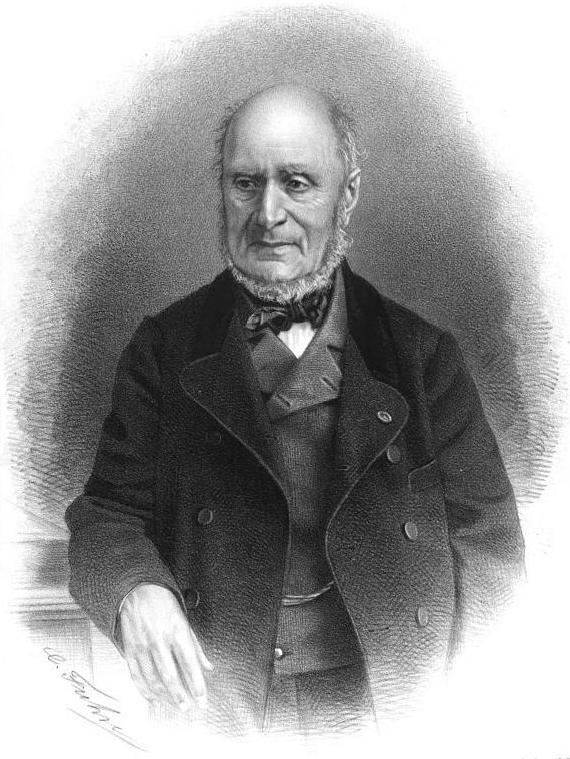
Louis-Hippolyte Lebas (c.1865)

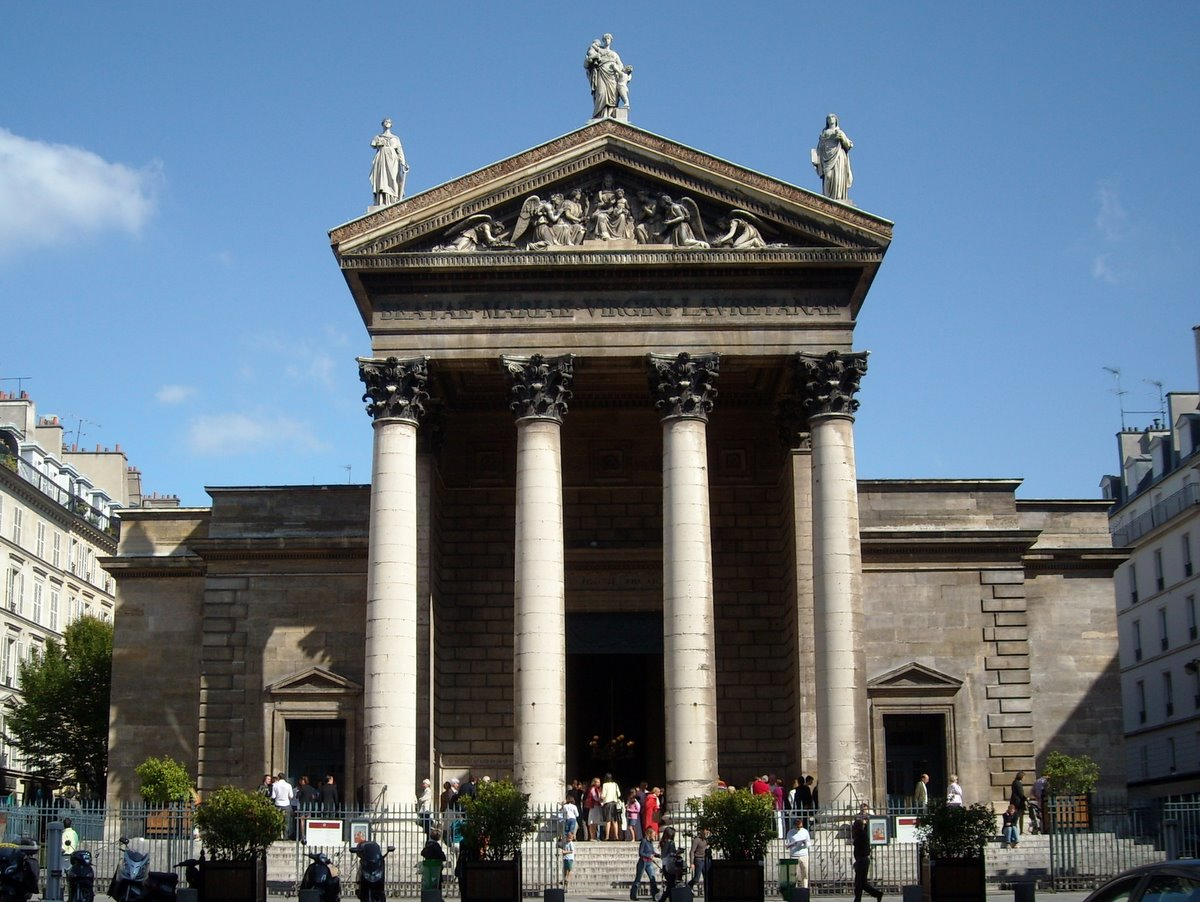
Chiesa Notre-Dame-de-Lorette, Parigi

Louis-Hippolyte Lebas (Parigi, 31 marzo 1782 – Parigi, 12 giugno 1867) è stato un architetto francese di stile neoclassico razionale e severo.

## Biografia
Si formò nell'atelier di Percier e Fontaine, gli architetti favoriti di Napoleone Bonaparte. Dopo l'esilio di Napoleone rimase l'assistente di Pierre-François-Léonard Fontaine, di cui curò la costruzione (1816-1824) del progetto per la sobria Cappella Espiatoria sul luogo di sepoltura di Luigi XVI e Maria Antonietta. Fu assistette Éloi Labarre (1764-1833) nel completamento del Palais Brongniart (1813-1826), sede della Borsa di Parigi, dal nome del suo architetto, Alexandre Brongniart.
Una delle sue opere più note è la chiesa parigina Notre-Dame-de-Lorette che gli fu commissionata nel 1823 e completata nel 1836. Costruì l'ex carcere di Petite Roquette, (1826-1836, demolito nel 1974), il primo esempio in Francia di una prigione panottica progressista.
Lebas insegnò storia dell'architettura all'École des beaux-arts, dal 1840 al 1863. In questo ruolo di insegnante, applicando il metodo storico-artistico di Johann Joachim Winckelmann allo studio dell'architettura storica, segnò diverse generazioni di giovani architetti francesi.